# Vermont
Pour les articles homonymes, voir Vermont (homonymie).
Le Vermont (/vɛʁ.mɔ̃/  ; en anglais : /vɚ.ˈmɑnt/ ) est un État du nord-est des États-Unis. Sa capitale est Montpelier et sa plus grande ville est Burlington. Il est l'un des plus petits États du pays, tant en superficie qu'en nombre d'habitants. Très rural, son territoire est recouvert à 75 % de forêts et seules sept villes dépassent les 10 000 habitants. Seul État de la Nouvelle-Angleterre à ne pas avoir accès à l'océan Atlantique, il est bordé au nord par la province canadienne de Québec, à l'est par le New Hampshire (dont il est séparé par le fleuve Connecticut), au sud par le Massachusetts et à l'ouest par l'État de New York. Son climat est de type continental et ses paysages alternent entre vastes forêts verdoyantes, étendues lacustres (dont le lac Champlain) et montagnes Vertes (mont Mansfield, mont Ellen).
La région était peuplée par les Iroquois et les Algonquins avant son exploration par Samuel de Champlain en 1609. L'État fait ensuite partie de la Nouvelle-France. La France cède le territoire au royaume de Grande-Bretagne après sa défaite lors de la guerre de Sept Ans en 1763. En 1777, durant la guerre d'indépendance des États-Unis, est fondée la république du Vermont, prélude à l'admission de l'État dans l'Union en 1791. Avec Hawaï, la Californie et le Texas, le Vermont est l'un des quatre États américains à avoir été un État souverain. Il fut en outre le premier à abolir partiellement l'esclavage. Son héritage colonial a perduré et un quart des habitants déclare avoir des ancêtres français.
Son économie repose aujourd'hui essentiellement sur l'agriculture et le tourisme. Le Vermont est notamment le principal producteur de sirop d'érable des États-Unis. Il compte également plus de cinquante parcs d'État, dont la forêt nationale de Green Mountain (zone protégée), et mène de nombreuses actions de préservation de l'environnement. En outre, le Vermont est considéré comme l'un des États les plus progressistes du pays. Le Parti républicain a longtemps dominé la vie politique interne (de 1850 aux années 1970), mais l'urbanisation et l'immigration en provenance de New York ou de Boston ont propagé des idées plus libérales. Il est aujourd'hui un soutien indéfectible du Parti démocrate. En 2011, le gouverneur Peter Shumlin valide la loi d'assurance soins de santé universelle : le Vermont devient le premier État des États-Unis à jeter les bases d'un régime universel des soins de santé .

## Origine du nom
En 1609, le colonisateur français Samuel de Champlain prend possession des terres autour de ce qui est maintenant le lac Champlain. Selon la tradition, il donne le nom Verd Mont, comme on peut lire dans les Œuvres Complètes de Champlain[réf. souhaitée].

## Histoire
À l’arrivée des premiers Européens, les Amérindiens Iroquois qui vivaient dans l’actuel État de New York et les Algonquins de Nouvelle-Angleterre étaient en lutte pour la possession de la région qui fut explorée, pour la première fois, par le Français Samuel de Champlain, en 1609.
Les Français s’implantèrent dans le nord de la région, autour du lac Champlain. En 1666, ils édifièrent le fort Sainte-Anne, sur l’île La Motte du lac Champlain. Ils y avaient plusieurs seigneuries, depuis le lac Champlain jusqu’au fort Carillon.
Quant aux Britanniques, ils s’établirent dans le sud de l’État. En 1724, Brattleboro (ou Fort Dummer) devint la première colonie du Vermont, mais deux autres colonies britanniques, le New Hampshire et New York, en revendiquaient la juridiction. Leur rivalité s’intensifia après l’éviction des Français au terme du traité de Paris de 1763. La colonisation s’accéléra avec l’afflux de colons venus du Connecticut, du Rhode Island et du Massachusetts. En 1770, la province de New York se mit à entreprendre des procédures d’expulsion à l’encontre des concessions accordées par la province du New Hampshire.
Vers le milieu du XVIIIe siècle, la densité de population étant devenue importante sur la côte atlantique, les colons britanniques vont vers l’intérieur, ce qui entraîne un conflit entre les provinces de New York (dont le Vermont faisait alors partie) et du New Hampshire, car les frontières ne sont pas clairement établies entre ces deux colonies britanniques. Benning Wentworth, gouverneur du New Hampshire, malgré les protestations de son vis-à-vis new-yorkais, Georges Clinton, fait cadastrer le territoire qui est aujourd’hui le Vermont (jusque sur la rive ouest du lac Champlain) et crée des townships qu’il donne en concession à ses favoris et sur lesquels des colons vont s’établir. C’est ce qu’on appelle les « Hampshire Grants » ou tout simplement « the Grants ». Il fait aussi construire un avant-poste : le Fort Wentworth.
En 1764, le Parlement britannique déclare que la frontière entre les provinces de New York et de New Hampshire est le fleuve Connecticut. Cette décision a pour effet que de nombreux colons des terres situées sur les « grants », se retrouvent dans la colonie de New York, où leurs concessions n’ont pas été reconnues. En 1765, les arpenteurs new-yorkais envahissent la région et dressent un nouveau cadastre, exigeant que les colons venus du New Hampshire paient des droits pour légaliser leur propriété sur les terres qu’ils occupent. En 1767, les colons adressent une pétition au roi pour être exemptés des droits en question. Le roi décrète que New York doit cesser d’émettre de nouveaux titres et ne pas harceler les colons. En 1769, New York défie le roi et envoie de nouveaux arpenteurs. Les colons se révoltent : en 1770, une soixantaine d’entre eux prennent leurs fusils et chassent les arpenteurs de la ferme d’un certain James Breakenbridge. La cause doit être entendue en Cour Suprême de New York à Albany et les colons élisent un comité de défense appelé « the Bennington Nine » présidé par Ethan Allen, 32 ans, ex-forgeron et chasseur.
La Cour de New York refuse de reconnaître la validité des documents émis par le New Hampshire attestant les titres de propriété des colons (la cour est présidée par Robert Livingston qui possède des titres new-yorkais...). Les colons n’ont aucune chance devant un tribunal aussi biaisé et, par conséquent, perdent leur cause. Allen se rend à Bennington (principal village des « Grants ») et organise environ 200 hommes en une milice : « The Green Mountain Boys ». Les New-yorkais les appellent « The Bennington Mob ».
En 1771, les arpenteurs new-yorkais sont de retour et se font repousser sans ménagement par les « Green Mountain Boys ». Lorsque des colons britanniques envoyés par les spéculateurs new-yorkais tentent de s’établir sur des terres déjà prises, ils sont également repoussés.
Le gouverneur de New York déclare Ethan Allen et ses hommes « Hors-la-loi » et offre une prime pour leur capture. Ethan Allen réplique en offrant une prime pour la capture des officiels new-yorkais. En une série d’escarmouches des colons de New York ou du New Jersey sont expulsés par les Green Mountain Boys. En 1775, un colon est tué par un shérif new-yorkais ; mais simultanément, toute la Nouvelle-Angleterre se lève contre la Couronne britannique, et connaît ses premiers affrontements lors des batailles de Lexington et Concord : c'est le début de la guerre d'indépendance des États-Unis ; or l’agitation révolutionnaire qui a gagné les treize colonies depuis la fin de la guerre de Sept Ans affecte aussi les colons de l’arrière-pays.
Quoique les colons des Grants considèrent que leur ennemi, c’est d'abord New York, ils sont au fond favorables à la cause du Congrès, et s’emparent en mai 1775 de Fort Ticonderoga, place britannique : cette victoire expulse en fait les forces loyalistes de leur territoire. Ainsi les colons évitent que les forces du Congrès interviennent.
En 1777, une convention se tient à Westminster et nomme un gouvernement, tout en proclamant l’indépendance de la république du « New Connecticut ». Une nouvelle convention en juillet baptise le nouvel État « Vermont » en raison de son paysage : de nombreuses montagnes couvertes d'arbres aux feuilles persistantes.
En 1778 ont lieu les premières élections. Thomas Chittenden est élu président. En fait, les frères Allen (Ethan, Ira, Heman) contrôlent le gouvernement. Un autre frère Allen, Levi, est un Loyaliste (Nom donné aux Américains partisans de la Couronne britannique durant la guerre d'indépendance).
L’État de New York refuse de reconnaître le Vermont. La nouvelle république tente de louvoyer mais doit subir quelques incursions d’Indiens alliés aux Britanniques et quelques rébellions de colons new-yorkais « pro-américains ». En 1779, le Vermont expulse des colons du New Hampshire. Ceux-ci créent un gouvernement parallèle. La même année, les Britanniques font des offres de paix au Vermont, tentant de le détacher de toute alliance avec les États-Unis. Chittenden écrit au Congrès que le Vermont était « at liberty to accept terms of cessation of hostilities with Great Britain without the approbation of any other man or body of men. » En fait, c’est Ethan Allen et son frère Ira qui négocient avec les Britanniques qui lui promettent le statut de « province séparée » et le libre-échange garanti avec la Province de Québec (nom donné à l'ancienne Nouvelle-France jusqu'en 1791), ainsi que sa propre armée et la reconnaissance des titres de propriétés des colons en échange d'un appui à la cause britannique. Allen ne veut pas s’engager. Parallèlement, Chittenden offre une alliance plus étroite du Connecticut, de New York et du Vermont contre une invasion britannique ! Ceci, en échange d’un abandon par New York de ses prétentions sur le territoire vermontois.
En 1781, les Britanniques tentent de reprendre Ticonderoga, une escarmouche a lieu avec les Green Mountain Boys et un sergent britannique est tué. Cela fait avorter les négociations... Les Vermontois penchent du côté américain. Finalement, le traité de Paris, en 1783, considère le Vermont comme faisant partie du territoire américain que les Britanniques doivent évacuer.
Un mouvement se dessine en faveur de l’adhésion aux États-Unis malgré l'opposition du clan Allen. En 1789, une commission mixte « New-York/Vermont » règle la question des frontières (Le Vermont paie 30 000 $ et New York abandonne ses revendications). En 1791, le Vermont entre dans l’Union. Il est le premier État à s'ajouter aux 13 États fondateurs. Il devint alors le 14e État de l'Union.

## Géographie

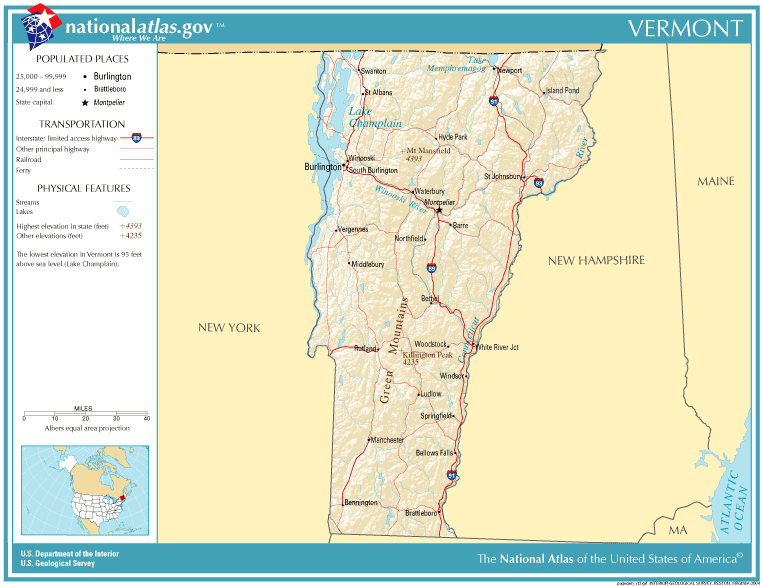
Carte du Vermont.

En 2010, il comptait 625 741 habitants, ce qui en fait le deuxième État le moins peuplé des États-Unis. La capitale de l'État est Montpelier, et la plus grande ville est Burlington. Seules sept villes dépassent les 10 000 habitants. Le Vermont fait partie de la Nouvelle-Angleterre et s'étend sur 24 902 km2 : il est relativement petit comparé aux autres États (45e rang national en superficie).
La rive occidentale du fleuve Connecticut marque la limite du Vermont avec le New Hampshire. Le lac Champlain, la principale étendue d'eau de l'État et la sixième des États-Unis, sépare le Vermont de l'État de New York. Du nord au sud, l'État s'étend sur 256 km pour 143 km d'est en ouest. Au nord-ouest du lac se trouve la vallée fertile du lac Champlain. Le centre géographique du Vermont se trouve à Washington, à 5 km à l'est de Roxbury.
Le Vermont comporte de nombreux reliefs montagneux verdoyants dont la végétation est composée de feuillus et de conifères. L'État est par ailleurs couvert à 77 % par des forêts.
Le mont Mansfield est le point culminant du Vermont.
| Montagne          | Élévation (mètres) | Localisation (Towns) |
| ----------------- | ------------------ | -------------------- |
| Mont Mansfield    | 1 339              | Underhill            |
| Pic Killington    | 1 291              | Killington           |
| Mont Ellen        | 1 244              | Warren               |
| Camel's Hump      | 1 244              | Duxbury              |
| Mont Abraham      | 1 221              | Lincoln              |
| Pic Lincoln       | 1 212              | Warren               |
| Pic Pico          | 1 206              | Killington           |
| Stratton Mountain | 1 201              | Stratton             |
| Bear Head         | 1 201              | Enosburg Falls       |
| Little Killington | 1 201              | Mendon               |

L'État du Vermont compte plus de cinquante parcs d'État. L’État fédéral pour sa part, administre la forêt nationale de Green Mountain qui est une zone protégée.

### Climat

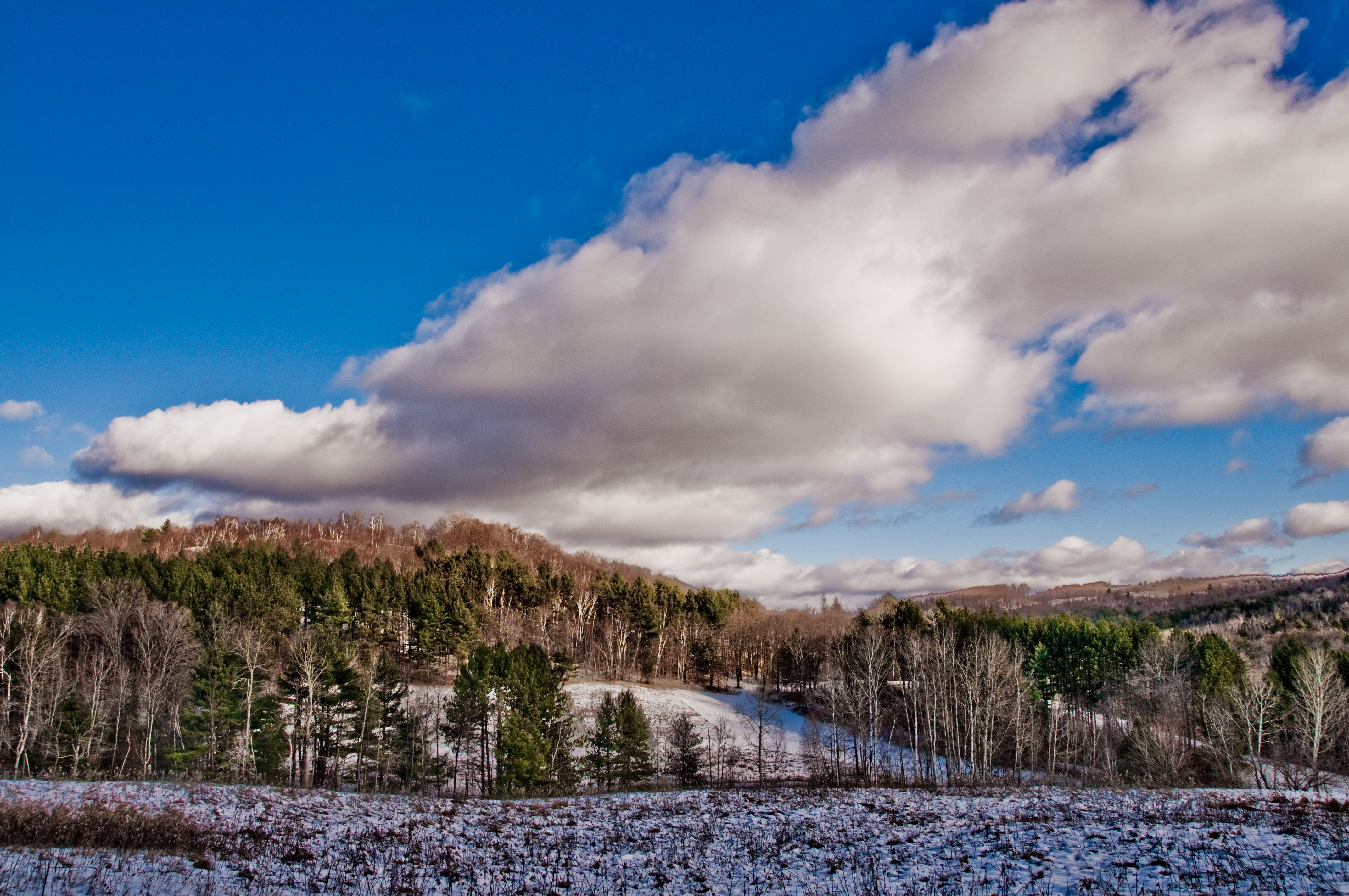
Paysage hivernal au Vermont.

Le Vermont connait un climat de type continental avec un été chaud et humide et un hiver froid, voire très froid dans les montagnes Vertes. Ce climat est comparable à celui de villes comme Minsk, Stockholm ou Fargo.

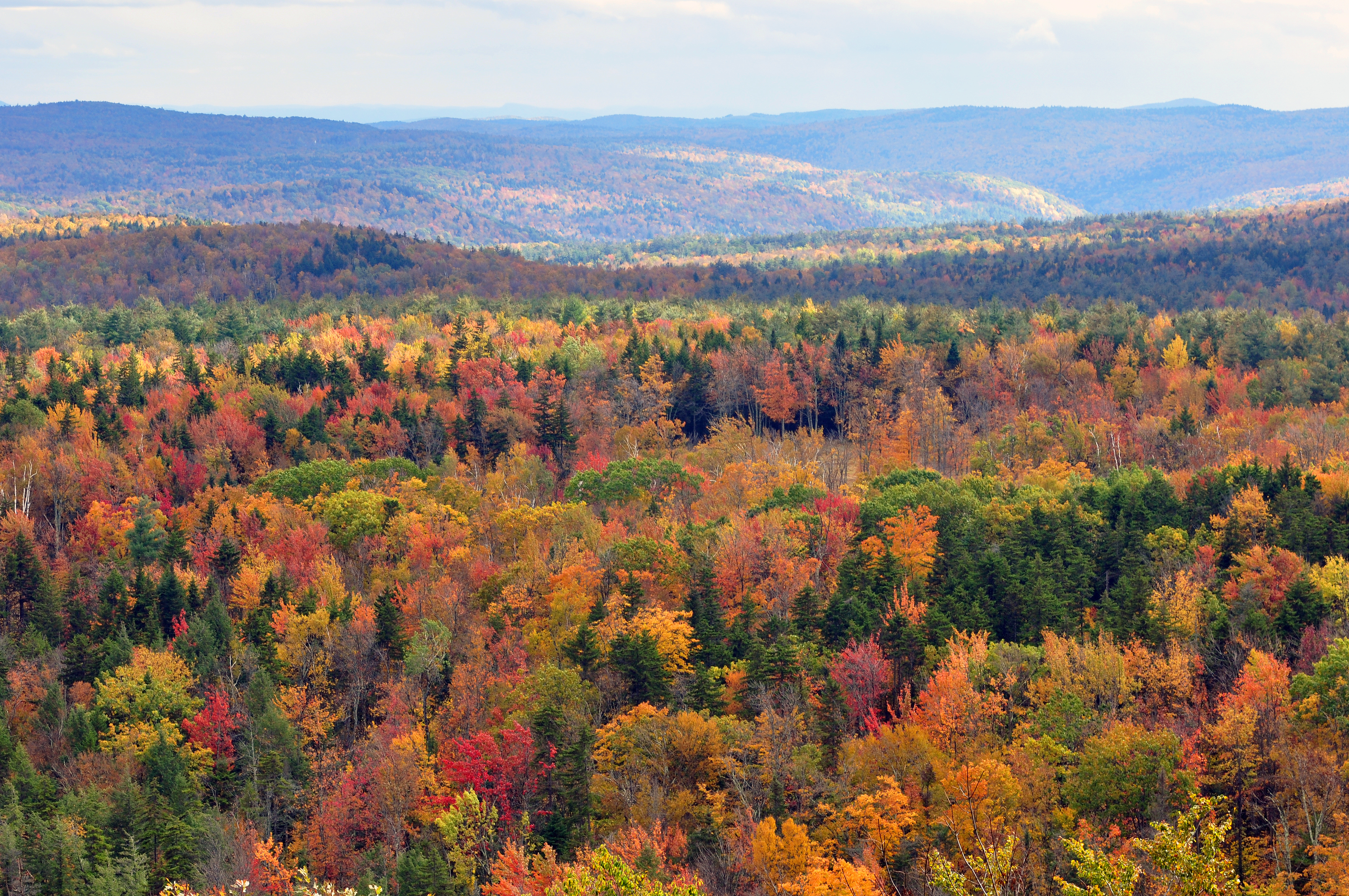
À l'automne, les montagnes Vertes se couvrent de coloris rouge, orange, et or.

Les printemps sont pluvieux, les débuts d'été sont souvent agréables mais le mois d'août est parfois très chaud. Les automnes sont très colorés grâce aux érables.
Les hivers sont particulièrement rigoureux. Le nord et le nord-est de l'État, région appelée « The Northeast Kingdom », sont réputés pour leurs hivers exceptionnellement froids (6 °C de moins en moyenne que le sud de l'État). L'enneigement varie en fonction de l'altitude ; il est d'environ 150 à 250 cm dans les vallées et peut atteindre plus de 850 cm à 1 000 cm en montagne. Cela permet la pratique du ski dans plusieurs stations (Stowe et Jay Peak par exemple).
Les records de températures sont :
- 41 °C à Vernon le 4 juillet 1911
- −46 °C à Bloomfield le 30 décembre 1933.

| Mois                              | jan.  | fév.  | mars | avril | mai  | juin | jui. | août  | sep. | oct. | nov. | déc. | année |
| --------------------------------- | ----- | ----- | ---- | ----- | ---- | ---- | ---- | ----- | ---- | ---- | ---- | ---- | ----- |
| Température minimale moyenne (°C) | −13,6 | −12,8 | −5,6 | 1,2   | 7,4  | 12,6 | 15,4 | 14,4  | 9,3  | 3,7  | −1,3 | −9,2 | 1,8   |
| Température maximale moyenne (°C) | −3,8  | −2,5  | 4,1  | 12    | 19,6 | 24,3 | 27,3 | 25,5  | 20,6 | 13,9 | 6,7  | −0,9 | 12,2  |
| Précipitations (mm)               | 46,2  | 41,4  | 56,6 | 70,1  | 79,2 | 88,1 | 92,7 | 103,1 | 83,8 | 73,2 | 79,5 | 61,5 | 875,4 |
| dont neige (cm)                   | 48,3  | 38,4  | 33   | 12,2  | 0,8  | 0    | 0    | 0     | 0    | 0,8  | 18,8 | 54,1 | 206,4 |

## Subdivisions administratives

### Comtés
L'État du Vermont est divisé en 14 comtés.
Ces comtés contiennent au total 255 subdivisions, dont 237 towns, 9 cities, 5 zones non incorporées et 4 gores. Chaque comté dispose de son siège, appelé shire town dans le Vermont. Comme dans le reste de la Nouvelle-Angleterre, ces comtés fonctionnent surtout comme des districts judiciaires, et les attributions qu'ils possèdent dans les autres états sont majoritairement accordées aux towns et aux cities. Tous les services gérés par les comtés sont directement financés par l'État du Vermont.

### Municipalités

#### Towns
La New England town est l'unité élémentaire de gouvernement local dans le Vermont, comme dans les autres États de la Nouvelle-Angleterre. Elle ressemble en partie aux civil townships présents dans d'autres États, mais est une zone incorporée, disposant d'attributions que l'on trouve, ailleurs, dans les municipalités de type city. Le Vermont compte 237 towns. La town est dirigée par un board of selectmen ou Town Council en ce qui concerne l’exécutif (mais seulement en tant que corps administratif ne pouvant s'opposer aux décisions du town meeting), et un town meeting pour le législatif.
Certaines towns du Vermont ne sont plus (elles sont alors disincorporated) ou n'ont pas été incorporées (elles sont alors unorganized), après décision de la Législature, en raison d'un nombre insuffisant d'habitants ; leurs affaires sont gérées par un superviseur désigné par l'État. Ce sont les towns d'Averill (en), Ferdinand (en), Glastenbury (en) (anciennement incorporée), Lewis (en), et Somerset (anciennement incorporée).
| Town        | Population en 2010 |
| ----------- | ------------------ |
| Essex       | 19 587 hab.        |
| Colchester  | 17 067 hab.        |
| Bennington  | 15 764 hab.        |
| Brattleboro | 12 064 hab.        |
| Milton      | 10 352 hab.        |
| Hartford    | 9 952 hab.         |
| Springfield | 9 373 hab.         |
| Williston   | 8 698 hab.         |
| Middlebury  | 8 496 hab.         |
| Barre       | 7 924 hab.         |

#### Cities
Les cities du Vermont sont d'anciens villages qui se sont désolidarisés de leurs towns pour acquérir leur autonomie. Elles diffèrent des towns par leur forme de gouvernement : un maire gère l'exécutif, et un conseil municipal (parfois appelé board of aldermen) le législatif.

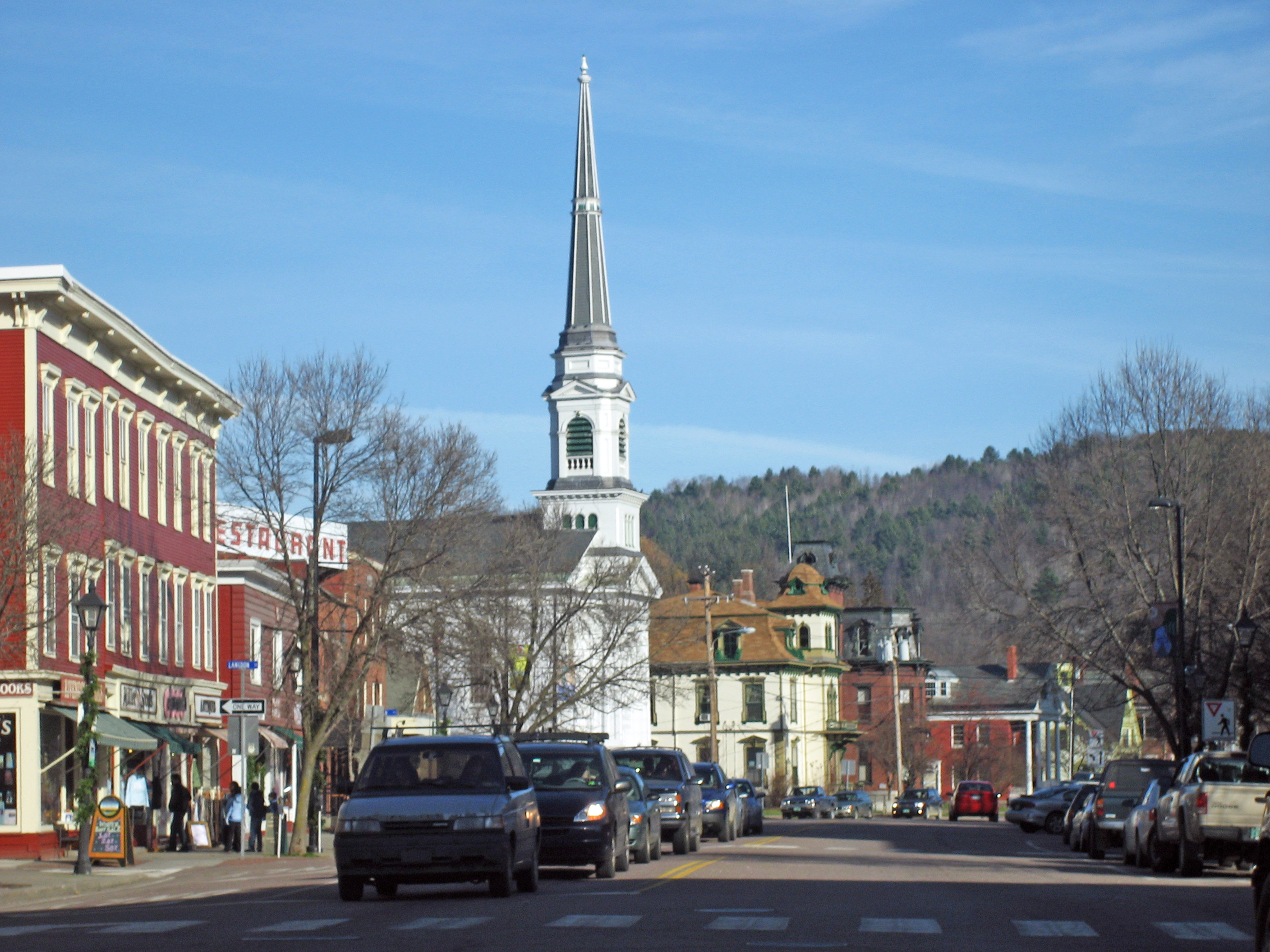
Rue principale de la capitale Montpelier.

| City             | Population en 2010 |
| ---------------- | ------------------ |
| Burlington       | 42 417 hab.        |
| South Burlington | 17 904 hab.        |
| Rutland          | 16 495 hab.        |
| Barre            | 9 052 hab.         |
| Montpelier       | 7 855 hab.         |
| Winooski         | 7 267 hab.         |
| Saint Albans     | 6 918 hab.         |

#### Villages
Les villages sont des localités situées à l'intérieur d'une town incorporée ; ils peuvent être, ou ne pas être, incorporés. Dans le cas où il est incorporé, le village est une municipalité, subordonnée à la town dont elle dépend, fournissant certains services (eau potable, police et pompiers, ramassage des déchets, éclairage des rues, entretien des cimetières, surveillance des normes des bâtiments), les autres relevant des autorités de la town. Les villages incorporés du Vermont sont administrativement similaires aux villages de l'État de New York ; c'est le seul État de Nouvelle-Angleterre à avoir des villages incorporés. En 2005, le Vermont comptait 37 villages incorporés ; il y en avait plus du double autrefois : c'est dû au fait que la plupart des villages ont, dans la seconde moitié du XXe siècle, cédé leurs attributions à leurs towns respectives, ne conservant qu'une existence nominale.
Le terme de « village » est parfois utilisé dans l'État pour décrire un hameau ou un quartier distinct dans une town ou une city ; ce peut être un centre-ville du même nom que l'entité dans laquelle il se situe (comme dans la quasi-totalité des towns), d'un nom connexe, ou à part. La town of Brownington, par exemple, comprend les « villages » nommés Evansville, Brownington, et Brownington Center. Toutefois ces « villages » ne sont pas des municipalités incorporées, même si la town peut les reconnaître (par exemple avec des panneaux indicateurs).
Un village du Vermont a la possibilité de devenir une city : dans ce cas, il est distingué de la town qui le comprenait et devient une municipalité clairement séparée. La plupart des cities du Vermont sont d'anciens villages plutôt que d'anciennes towns, d'où le fait qu'elles sont bien plus petites qu'une town en superficie. Cette situation explique l'existence de cities et de towns adjacentes partageant le même nom ; dans tous les cas, la city était à l'origine la localité-centre de la town, avant de s'incorporer.

#### Gores
Un gore, dans le nord de la Nouvelle-Angleterre, est une zone non incorporée, située dans un comté, qui ne fait pas partie d'une town ; s'il est habité, il peut disposer d'attributions administratives limitées. Le Vermont compte 4 gores ; parmi eux, un seul est habité (12 habitants).

### Agglomérations
Le Bureau de la gestion et du budget a défini une aire métropolitaine et cinq aires micropolitaines dans ou en partie dans l'État du Vermont.
| Zone urbaine                    | Population (2010) | Population (2013) | Variation (2010-2013) | Rang national (2013) |
| ------------------------------- | ----------------- | ----------------- | --------------------- | -------------------- |
| Burlington-South Burlington, VT | 211 261           | 214 796           | 1,7 %                 | 203                  |

| Zone urbaine             | Population (2010) | Population (2013) | Variation (2010-2013) | Rang national (2013) |
| ------------------------ | ----------------- | ----------------- | --------------------- | -------------------- |
| Claremont-Lebanon, NH-VT | 85 606 (218 466)  | 84 982 (217 595)  | -0,7 % (-0,4 %)       | (1)                  |
| Rutland, VT              | 61 642            | 60 622            | -1,7 %                | 145                  |
| Barre, VT                | 59 534            | 59 319            | -0,4 %                | 154                  |
| Bennington, VT           | 37 125            | 36 659            | -1,3 %                | 359                  |
| Berlin, NH-VT            | 6 306 (39 361)    | 6 211 (38 208)    | -1,5 % (-2,9 %)       | (334)                |

En 2010, 73,7 % des Vermontois résidaient dans une zone à caractère urbain, dont 33,8 % dans une aire métropolitaine et 40,0 % dans une aire micropolitaine.

## Démographie

### Population

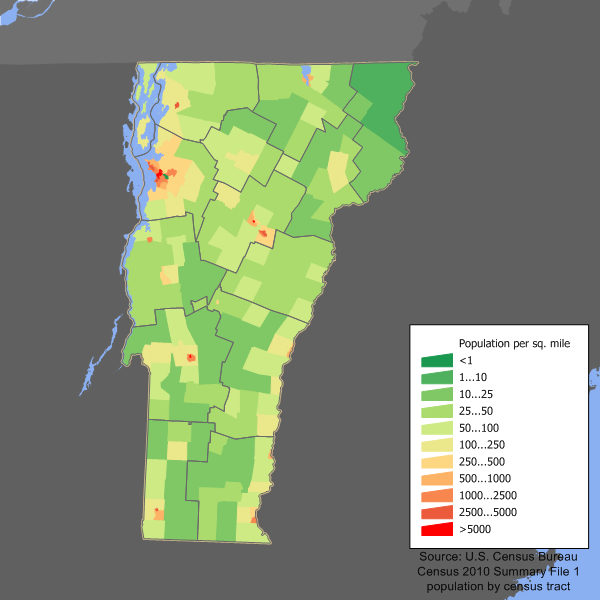
Densités de population en 2010 (en mille carré).

Le Bureau du recensement des États-Unis estime la population du Vermont à 643 077 habitants au 1er avril 2020, soit une hausse de 2,77 % depuis le recensement des États-Unis de 2010 qui tablait la population à 625 741 habitants. Depuis 2010, l'État connaît la 5e croissance démographique la moins soutenue des États-Unis.
Avec 643 077 habitants en 2020, le Vermont était le 49e État le plus peuplé des États-Unis. Sa population comptait pour 0,19 % de la population du pays. Le centre démographique de l'État était localisé dans l'ouest du comté de Washington dans la ville de Warren.
Avec 26,95 hab./km2 en 2020, le Vermont était le 30e État le plus dense des États-Unis.
Le taux d'urbains était de 38,9 % et celui de ruraux de 61,1 %. L'État comptait le 2e plus fort taux de ruraux du pays après le Maine (61,3 %).
En 2010, le taux de natalité s'élevait à 9,9 ‰ (9,6 ‰ en 2012) et le taux de mortalité à 8,6 ‰ (8,8 ‰ en 2012). L'indice de fécondité était de 1,66 enfant par femme (1,61 en 2012). Le taux de mortalité infantile s'élevait à 4,2 ‰ (4,3 ‰ en 2012). La population était composée de 20,65 % de personnes de moins de 18 ans, 10,37 % de personnes entre 18 et 24 ans, 23,65 % de personnes entre 25 et 44 ans, 30,78 % de personnes entre 45 et 64 ans et 14,56 % de personnes de 65 ans et plus. L'âge médian était de 41,5 ans.
Entre 2010 et 2013, l'accroissement de la population (+ 885) était le résultat d'une part d'un solde naturel positif (+ 2 567) avec un excédent des naissances (19 609) sur les décès (17 042), et d'autre part d'un solde migratoire négatif (- 1 506) avec un excédent des flux migratoires internationaux (+ 1 474) et un déficit des flux migratoires intérieurs (- 2 980).
Selon des estimations de 2013, 94,8 % des Vermontois étaient nés dans un État fédéré, dont 50,5 % dans l'État du Vermont et 44,3 % dans un autre État (32,3 % dans le Nord-Est, 4,6 % dans le Sud, 4,2 % dans le Midwest, 3,2 % dans l'Ouest), 0,9 % étaient nés dans un territoire non incorporé ou à l'étranger avec au moins un parent américain et 4,3 % étaient nés à l'étranger de parents étrangers (29,7 % en Europe, 28,5 % en Asie, 21,6 % en Amérique du Nord, 11,0 % en Amérique latine, 8,7 % en Afrique, 0,5 % en Océanie). Parmi ces derniers, 58,9 % étaient naturalisés américain et 41,1 % étaient étrangers,.
Le Vermont possède en outre le plus bas taux de crimes commis par habitant de tous les États-Unis.

### Composition ethno-raciale et origines ancestrales
Selon le recensement des États-Unis de 2010, la population était composée de 95,29 % de Blancs, 1,72 % de Métis, 1,27 % d'Asiatiques, 1,00 % de Noirs, 0,35 % d'Amérindiens, 0,03 % d'Océaniens et 0,34 % de personnes n'entrant dans aucune de ces catégories.
Les Métis se décomposaient entre ceux revendiquant deux races (1,62 %), principalement blanche et amérindienne (0,72 %), et ceux revendiquant trois races ou plus (0,10 %).
Les non-hispaniques représentaient 98,53 % de la population avec 94,32 % de Blancs, 1,56 % de Métis, 1,26 % d'Asiatiques, 0,95 % de Noirs, 0,32 % d'Amérindiens, 0,02 % d'Océaniens et 0,09 % de personnes n'entrant dans aucune de ces catégories, tandis que les Hispaniques comptaient pour 1,47 % de la population.
En 2010, l'État du Vermont avait la plus forte proportion de Blancs et la 2e plus forte proportion de Blancs non hispaniques après le Maine (94,42 %). A contrario, l'État avait la 2e plus faible proportion d'Océaniens après la Virginie-Occidentale (0,02 %), la 3e plus faible proportion d'Hispaniques après la Virginie-Occidentale (1,20 %) et le Maine (1,27 %) et la 4e plus faible proportion de Noirs après le Montana (0,41 %), l'Idaho (0,63 %) et le Wyoming (0,84 %).
|                                         | 1940  | 1950  | 1960  | 1970  | 1980  | 1990  | 2000  | 2010  |
| --------------------------------------- | ----- | ----- | ----- | ----- | ----- | ----- | ----- | ----- |
| Blancs                                  | 99,88 | 99,85 | 99,80 | 99,60 | 99,08 | 98,64 | 96,78 | 95,29 |
| ———Non hispaniques                      |       |       |       |       | 98,52 | 98,12 | 96,16 | 94,32 |
| Asiatiques (et Océaniens jusqu'en 1990) | 0,01  | 0,01  | 0,04  | 0,10  | 0,26  | 0,57  | 0,86  | 1,27  |
| ———Non hispaniques                      |       |       |       |       |       |       | 0,85  | 1,26  |
| Noirs                                   | 0,11  | 0,12  | 0,13  | 0,17  | 0,22  | 0,35  | 0,50  | 1,00  |
| ———Non hispaniques                      |       |       |       |       |       |       | 0,48  | 0,95  |
| Autres                                  | 0,00  | 0,02  | 0,03  | 0,13  | 0,44  | 0,44  | 1,86  | 2,44  |
| ———Non hispaniques                      |       |       |       |       |       |       | 1,61  | 2,00  |
| Hispaniques (toutes races confondues)   |       |       |       |       | 0,65  | 0,65  | 0,90  | 1,47  |

En 2013, le Bureau du recensement des États-Unis estime la part des non hispaniques à 98,5 %, dont 94,0 % de Blancs, 1,9 % de Métis, 1,2 % d'Asiatiques et 1,1 % de Noirs, et celle des Hispaniques à 1,5 %.
En 2000, les Vermontois s'identifiaient principalement comme étant d'origine anglaise (18,4 %), irlandaise (16,4 %), française (14,5 %), allemande (9,1 %), canadienne-française (8,8 %), américaine (8,3 %), italienne (6,4 %), écossaise (4,6 %) et polonaise (3,4 %).
En 2000, l'État avait les 2e plus fortes proportions de personnes d'origine française, canadienne-française et écossaise, la 3e plus forte proportion de personnes d'origine anglaise, la 6e plus forte proportion de personnes d'origine irlandaise ainsi que la 10e plus forte proportion de personnes d'origine italienne.
L'État abrite la 41e communauté juive des États-Unis. Selon le North American Jewish Data Bank, l'État comptait 5 285 Juifs en 2013 (1 855 en 1971), soit 0,8 % de la population. Ils se concentraient principalement dans les agglomérations de Burlington-South Burlington (2 500), Bennington (825) et Barre (550).
Les Hispaniques étaient principalement originaires du Mexique (27,5 %), de Porto Rico (24,6 %), d'Espagne (7,6 %), de Cuba (5,5 %), de la Colombie (3,6 %) et de la République dominicaine (3,1 %). Composée à 65,9 % de Blancs, 10,4 % de Métis, 3,6 % de Noirs, 2,0 % d'Amérindiens, 0,8 % d'Asiatiques, 0,2 % d'Océaniens et 17,0 % de personnes n'entrant dans aucune de ces catégories, la population hispanique représentait 12,5 % des Océaniens, 8,9 % des Métis, 8,3 % des Amérindiens, 5,3 % des Noirs, 1,0 % des Blancs, 0,9 % des Asiatiques et 74,5 % des personnes n'entrant dans aucune de ces catégories.
Les Asiatiques s'identifiaient principalement comme étant Chinois (29,0 %), Indiens (17,1 %), Viêts (12,8 %), Coréens (11,2 %), Philippins (7,0 %) et Japonais (5,1 %).
Les Métis se décomposaient entre ceux revendiquant deux races (94,3 %), principalement blanche et amérindienne (42,2 %), blanche et noire (21,9 %), blanche et asiatique (19,6 %) et blanche et autre (5,1 %), et ceux revendiquant trois races ou plus (5,7 %).

### Religions
| Religion                    | Vermont | États-Unis |
| --------------------------- | ------- | ---------- |
| Non affiliés                | 22      | 15,8       |
| Catholicisme                | 22      | 20,8       |
| Protestantisme traditionnel | 19      | 14,7       |
| Protestantisme évangélique  | 11      | 25,4       |
| Agnosticisme                | 7       | 4,0        |
| Athéisme                    | 7       | 3,1        |
| Judaïsme                    | 2       | 1,9        |
| Autres                      | 10      | 14,3       |

Selon l'institut de sondage The Gallup Organization, en 2015, 22 % des habitants du Vermont se considèrent comme « très religieux » (40 % au niveau national), 23 % comme « modérément religieux » (29 % au niveau national) et 56 % comme « non religieux » (31 % au niveau national).
L'ordre des chartreux y a fondé un monastère en 1971, la Chartreuse de la Transfiguration.

### Langues
| Langue   | 1980    | 1990    | 2000    | 2010    | 2016    |
| -------- | ------- | ------- | ------- | ------- | ------- |
| Anglais  | 93,40 % | 94,17 % | 94,18 % | 94,56 % | 94,44 % |
| Français | 4,19 %  | 3,29 %  | 2,54 %  | 1,78 %  | 1,43 %  |
| Allemand | 0,48 %  | 0,52 %  | 0,45 %  | 0,44 %  | 0,40 %  |
| Espagnol | 0,46 %  | 0,61 %  | 1,01 %  | 1,20 %  | 1,04 %  |
| Autres   | 1,48 %  | 1,41 %  | 1,81 %  | 2,02 %  | 2,70 %  |

La langue française a commencé à disparaître au Vermont à compter des années 1960.
La présence francophone dans le Vermont s'explique à la fois par la fuite des Acadiens face à la déportation de 1755 et l'exode rural des Québécois en 1840.

## Politique
Le Vermont est un des États considérés comme les plus progressistes des États-Unis. Le Vermont fut l'un des quatre États américains constitués en tant que nation indépendante. Après avoir aboli l'esclavage dès 1777,, il fut le premier État, durant la révolution américaine, à instaurer le suffrage universel masculin blanc, sans condition de revenu, alors que les 13 États constitués adoptaient le suffrage censitaire.
Le Vermont fut aussi le seul État à voter à l'élection présidentielle pour un candidat du parti anti-maçonnique (en 1832) et l'un des deux seuls États à n'avoir jamais voté pour Franklin Delano Roosevelt. Le Vermont fut successivement un bastion whig (première partie du XIXe siècle) puis républicain (1860-1992) avant de devenir démocrate à la fin des années 1990.

### Élections présidentielles
| Année | Républicain       | Démocrate         |
| ----- | ----------------- | ----------------- |
| 1952  | 71,5 % (109 717)  | 28,2 % (43 355)   |
| 1956  | 72,2 % (110 390)  | 27,8 % (42 549)   |
| 1960  | 58,7 % (98 131)   | 41,4 % (69 186)   |
| 1964  | 30,4 % (54 942)   | 66,3 % (108 127)  |
| 1968  | 52,8 % (85 142)   | 43,5 % (70 255)   |
| 1972  | 62,9 % (117 149)  | 36,6 % (68 174)   |
| 1976  | 54,3 % (102 085)  | 43,1 % (81 004)   |
| 1980  | 44,4 % (94 628)   | 38,4 % (81 952)   |
| 1984  | 57,9 % (135 865)  | 40,8 % (95 730)   |
| 1988  | 51,10 % (124 331) | 47,58 % (115 775) |
| 1992  | 30,42 % (88 122)  | 46,11 % (133 592) |
| 1996  | 31,09 % (80 352)  | 53,35 % (137 894) |
| 2000  | 40,70 % (119 775) | 50,62 % (149 022) |
| 2004  | 38,80 % (121 180) | 58,94 % (184 067) |
| 2008  | 30,45 % (98 974)  | 67,46 % (219 262) |
| 2012  | 31,20 % (87 966)  | 67,10 % (189 301) |
| 2016  | 32,62 % (85 063)  | 61,14 % (178 179) |
| 2020  | 30,67% (112 704)  | 66,09% (242 800)  |
| 2024  | 32,32% (119 395)  | 63,83% (235 791)  |

Le Vermont a longtemps été un état fidèle aux républicains après avoir été un bastion des Whigs libéraux du XIXe siècle. Le Parti démocrate y était notamment perçu comme un parti réactionnaire, adepte d'abord de l'esclavage puis de la ségrégation.
Dès l'élection présidentielle de 1824, le Vermont se range sous la bannière de John Quincy Adams, s'oppose aux démocrates de Andrew Jackson (1828) qu'il relègue même en 3e position (1832) et devient un bastion du Parti whig soutenant successivement les candidatures de William Henry Harrison (1836 et 1840), de Henry Clay (1844), de Zachary Taylor (1848) et de Winfield Scott (1852).
En 1856, les électeurs du Vermont accordent 77 % de leurs suffrages à John Charles Frémont, premier candidat du jeune Parti républicain. De 1856 à 1960, les électeurs de l'État voteront systématiquement pour les candidats républicains, y compris lors de l'élection présidentielle de 1912 où le président William Howard Taft (37,13 %) est concurrencé par un républicain dissident, le populaire et progressiste Theodore Roosevelt (35,22 %). Lors de l'élection présidentielle de 1936, le Vermont est le seul État, avec le Maine voisin, où les électeurs portent la majorité de leurs suffrages sur le candidat républicain, Alf Landon (56,39 %), qui se présentait contre Franklin Delano Roosevelt. Il demeure avec le Maine le seul état à n'avoir jamais accordé ses grands électeurs à Franklin Roosevelt.
Ce n'est qu'en 1964 que les électeurs de l'État votent pour la première fois pour un candidat issu du parti démocrate, en l'occurrence Lyndon B. Johnson contre le républicain Barry Goldwater. Cette alternance reste cependant isolée car dès 1968, le républicain Richard Nixon supplante le démocrate Hubert Humphrey (52,75 % contre 23,50 %) avant d'être plébiscité 4 ans plus tard.
En 1976, le candidat Gérald Ford emporte l'État d'une courte majorité, avec 102 085 suffrages contre 81 044 pour son adversaire Jimmy Carter, vainqueur du scrutin au niveau national.
En 1988, George H. W. Bush est le dernier républicain à remporter les suffrages des électeurs du Vermont. En 1992, mettant un terme à une série de victoires républicaines quasi-ininterrompue de 136 ans, Bill Clinton devient le deuxième démocrate à remporter le Vermont. Avec 46,11 % des voix, il devance le président sortant Bush (30,42 %) et l'indépendant Ross Perot (22,78 %).
En 2000, 2004, 2008 et 2012, les électeurs de l'État ont plébiscité les démocrates Al Gore, John Kerry et Barack Obama, qui reçurent respectivement 50,6 %, 58,9 % et 67 % du vote populaire dans cet État. Le Vermont fut par ailleurs le seul État américain où ne se rendit pas le président George W. Bush durant ses mandats. Le sénat local ainsi que plusieurs villes ont voté des résolutions pour appeler à son impeachment,. Il fut d'ailleurs le premier candidat républicain à entrer à la Maison-Blanche sans avoir remporté le Vermont.
Le Vermont est en outre l'État de naissance des présidents Calvin Coolidge et Chester A. Arthur.

### Politique locale

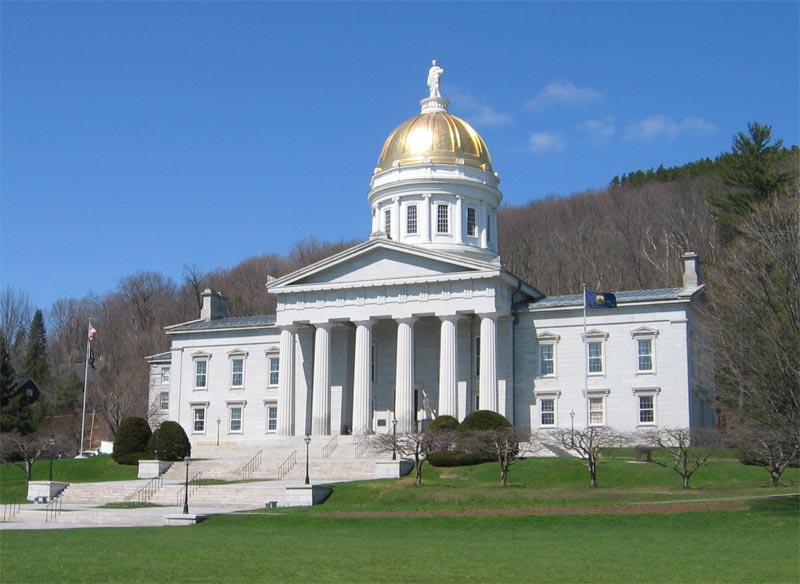
Capitole de Montpelier où siège l'Assemblée générale du Vermont.

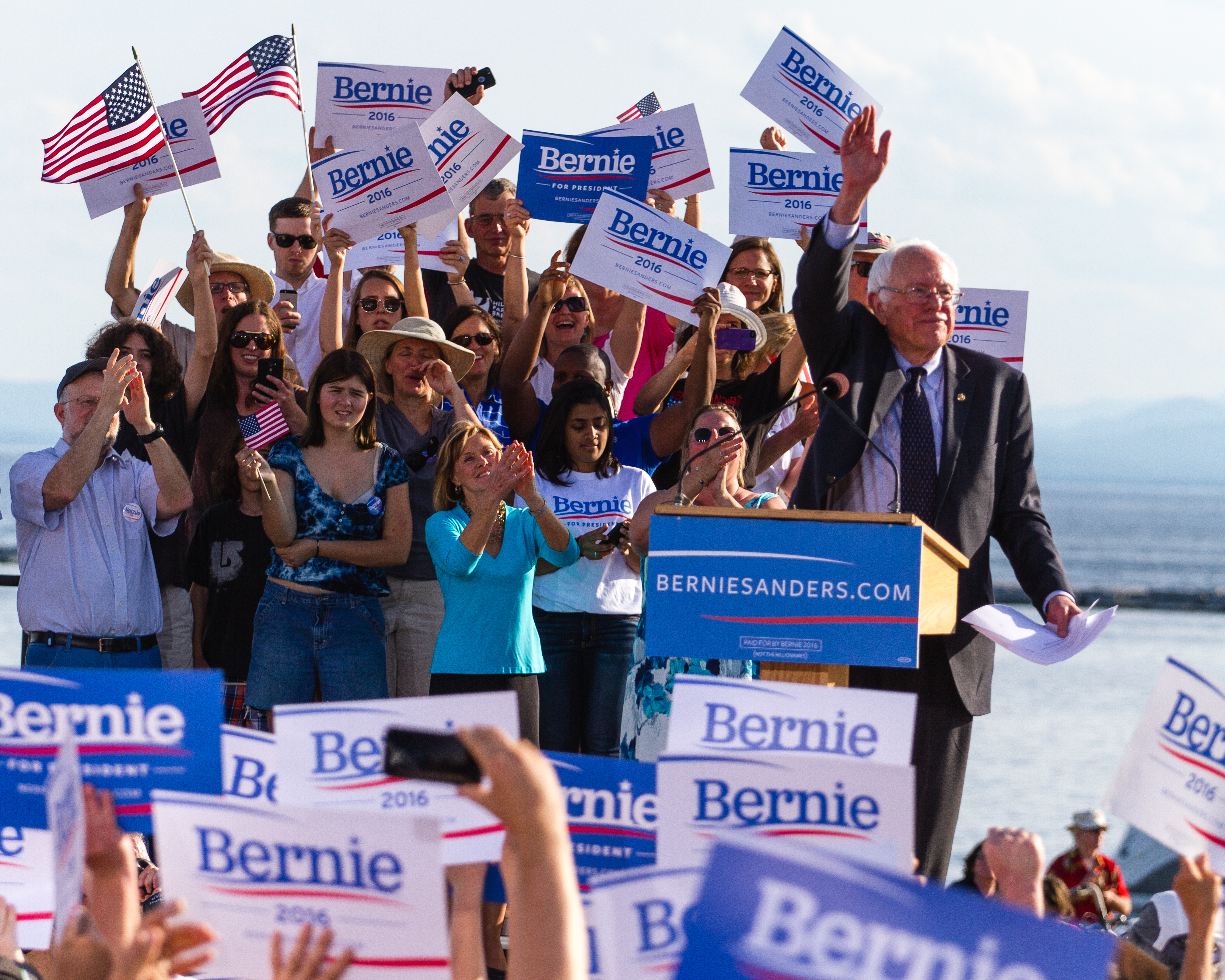
Bernie Sanders en campagne pour l'investiture démocrate à la présidence des États-Unis, à Burlington, en mai 2015.

Le Parti républicain a longtemps dominé la vie politique interne du Vermont de 1854, année de la fondation du parti jusqu'aux années 1970. L'État était jusque-là essentiellement rural et les villes peu importantes ou négligées. L'urbanisation et l'immigration en provenance d'autres États américains, entamées dans les années 1960, modifièrent profondément le profil politique des électeurs de l'État. Les nouveaux résidents en provenance de New York ou de Boston propagèrent des idées plus libérales ou progressistes. Parallèlement, en vertu d'une décision de la Cour suprême, les circonscriptions électorales furent rééquilibrées au profit des zones urbaines alors sous-représentées politiquement. En conséquence, le petit Parti démocrate du Vermont commença à se développer et à engranger des succès électoraux, surtout après la victoire de Johnson dans l'État à l'élection présidentielle de 1964. Parallèlement, un Parti progressiste du Vermont, situé très à gauche de l'échiquier politique mais comparable aux partis sociaux-démocrates scandinaves, émergea et obtint des représentants au Parlement local à partir des années 1980 (sur un total de 150, 4 élus en 2002, 6 en 2004 et 2006). L'indépendant Bernie Sanders se réclame du socialisme et est rattaché aux démocrates du Sénat. Il fut maire de Burlington et, en 2015, il se présente à l'investiture lors des élections primaires pour la présidence.
Du point de vue géographique, les villes de Bennington, Burlington et Brattleboro sont considérées comme les principaux bastions démocrates de l'État. Les régions les plus favorables aux républicains sont généralement le comté de Rutland, la région de Barre, une partie des banlieues nord de Burlington et le Northeast Kingdom.
Le Vermont est le premier État américain à avoir légalisé les unions civiles homosexuelles par voie législative à la suite d'une décision de la Cour suprême du Vermont qui, en 1999, avait enjoint à l'État du Vermont d'accorder le droit au mariage ou des droits équivalents aux couples homosexuels. La législature du Vermont autorisa des unions civiles garantissant aux homosexuels presque tous les droits et les privilèges accordés aux couples traditionnels dans le cadre du mariage. Le 7 avril 2009, il devint le quatrième État américain à légaliser le mariage des couples homosexuels, en dépit du veto du gouverneur de l'État, Jim Douglas.
Le Vermont est également un des États des États-Unis à ne pas appliquer la peine de mort. Le 26 mai 2011, le gouverneur Peter Shumlin signe un projet de loi visant à établir une couverture d'assurance-maladie universelle pour tous les résidents du Vermont. Le Vermont devient ainsi le premier État américain à jeter les bases d'un régime universel des soins de santé.

#### Administration locale
Les habitants du Vermont élisent tous les deux ans un gouverneur et un lieutenant-gouverneur. L'actuel gouverneur du Vermont est le républicain Phillip Scott. Il a succédé en janvier 2017 au démocrate Peter Shumlin, élu en 2010. Le lieutenant-gouverneur de l'État est David Zuckerman, il devient en 2016 le premier membre du Parti progressiste du Vermont à remporter une élection à l'échelle de l'État. Trois des quatre autres principaux postes élus de l'Exécutif sont détenus par des démocrates.[réf. nécessaire]
La législature du Vermont est composée d'une assemblée générale divisée en deux chambres parlementaires: une chambre des représentants et un sénat. Tous les mandats des élus locaux du Vermont sont d'une durée de deux ans. La démocratie participative y est très développée : les Town Meeting Day (assemblée générale des citoyens du Vermont) permettent de débattre des questions politiques.

#### Initiatives de rattachement au Canada
Une centaine de sécessionnistes américains proposèrent en 2004 l'indépendance du Vermont et son association au Québec, en y associant si possible les quatre provinces maritimes : Terre-Neuve et Labrador, Nouveau-Brunswick, Nouvelle-Écosse et Île-du-Prince-Édouard.
Il existe également un mouvement proposant l'indépendance du Vermont ou son rattachement au Canada pour en devenir la onzième province. Un ouvrage de Thomas Naylor, professeur d'économie à la retraite de l'Université de Duke et consultant pour le compte de la Russie au moment de l’éclatement de l'URSS, intitulé Green Mountain Manifesto, et sous-titré Why and How Tiny Vermont Might Help Save America From Itself by Seceding from the Union a récemment été publié en soutien à l'avènement de la Deuxième République du Vermont (la première datant de 1777-1791). Il y écrit notamment ceci : « My own favorite fantasy would be for Vermont to join Maine, New Hampshire and the four Atlantic provinces of Canada to create a new nation I would call New Acadia (Novacadia). » (Mon rêve serait que le Vermont se joigne au Maine, au New Hampshire et aux quatre provinces maritimes du Canada afin de former une nation nouvelle que je proposerais d'appeler « Nouvelle Acadie »). Le mouvement séparatiste qu'il dirige s'appelle Second Vermont Republic, il a été accusé d'être lié à des organisations racistes (en) néo-confédérées (en), comme la League of the South. Selon Naylor, 8 % des citoyens du Vermont souhaitent que leur État quitte l'Union.

### Représentation fédérale
Au niveau national, le Vermont est représenté par les sénateurs démocrate Patrick Leahy et l'indépendant Bernie Sanders, ancien maire de Burlington, qui se revendique comme socialiste. À la Chambre des représentants, le Vermont est représenté par un unique élu, la démocrate Becca Balint, depuis 2023.

## Environnement
Le Vermont a toujours eu une politique fortement marquée dans les domaines de la protection de l'environnement, les services sociaux et l'urbanisation.
Le Vermont est à la pointe des États américains en matière de protection de l'environnement. L'État a créé récemment l'Efficiency Vermont, (EVT), un organisme chargé de promouvoir les réductions de consommation d'électricité chez les particuliers comme dans les entreprises. Il applique strictement la norme Energy Star. Une agence des ressources naturelles (Agency of Natural Resources) se préoccupe aussi de la qualité de vie dans le Vermont. De nombreux bâtiments et maisons ont reçu le label Energy Star dans cette région.

## Économie

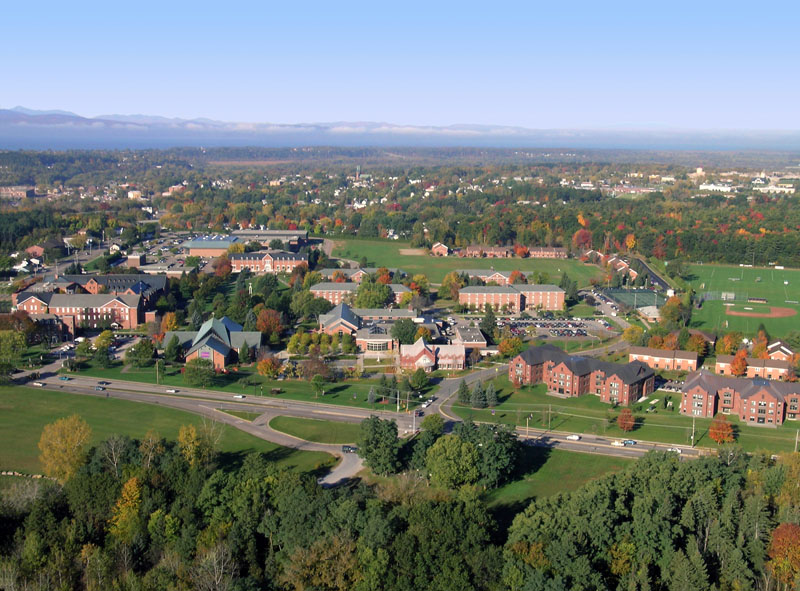
Le Saint Michael's College à Colchester.

L'économie du Vermont repose sur l'agriculture et sur les industries agro-alimentaires. L'agriculture contribue à 2,6 milliards de dollars à l'économie locale. La ferme laitière moyenne au Vermont produit 1,3 million de livres de lait annuellement en 2008. Ce lait est transformé en divers produits : beurre, fromage, crème glacée et chocolat. Une quantité importante de ces produits est livrée sur le marché de Boston.
Le Vermont est également le principal producteur de sirop d'érable des États-Unis. Environ 2 000 producteurs de produits de l'érable sont établis dans l'État en 2010.
Le marbre du Vermont fut utilisé pour réaliser des dizaines de monuments, dont la Cour suprême, le mémorial Lincoln, le mémorial Jefferson, et le monument Goethals .
Le plus grand employeur du Vermont est le centre hospitalier universitaire du Vermont à Burlington, alors que GlobalFoundries à Essex Junction est le plus grand employeur privé,.
En 1968, le Vermont a interdit les panneaux publicitaires le long des routes.

### Tourisme
Le tourisme est une industrie importante. En 2005, il y aurait eu 13,4 millions de voyageurs dans l’État du Vermont et les dépenses de ses voyageurs seraient approximativement de 1,57 milliard de dollars.
La vocation touristique du Vermont est assurée par les paysages et les activités de plein air sur le lac Champlain et dans les montagnes. Celles-ci attirent de nombreux citadins de la mégalopole voisine, le BosWash.

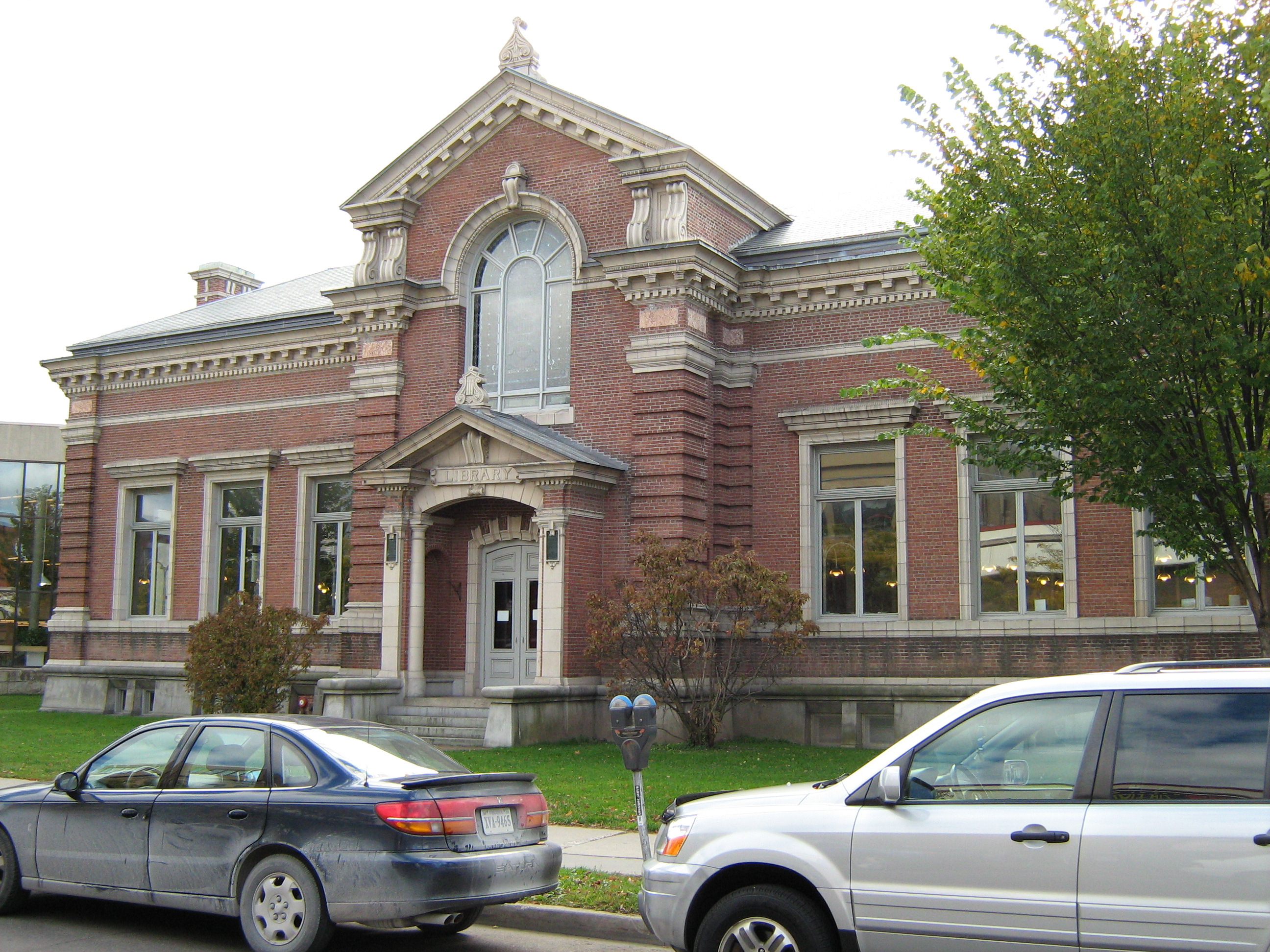
La bibliothèque Carnegie Fletcher à Burlington conserve le Registre national des lieux patrimoniaux.

Les tout débuts du tourisme au Vermont étaient les premiers hôtels de villégiature qui se sont développés autour de sources minérales. Ces hôtels promettaient la guérison d'une variété de maladies dans une atmosphère de détente et de relaxation. Dès 1781, Clarendon Ressorts ouvre ses eaux médicinales au public, et au cours des décennies suivantes un nombre important d'hôtels de villégiature sont établis autour de grandes «sources-miracle». L'arrivée du chemin de fer stimule l'essor des hôtels de village. Vers la même époque, les premiers sentiers sont construits dans les montagnes Vertes, menant à des « maisons sommet » construites pour accueillir les visiteurs en quête d'air frais et vues imprenables (la plus célèbre étant l'hôtel Mont-Mansfield à Stowe, ouvert de 1863 à 1957).
Le Green Mountain Club est créé en 1910 pour développer un réseau de sentiers le long de la crête principale des Montagnes vertes. Pendant les années de la Grande Dépression, le Civilian Conservation Corps construit des abris rustiques et ouvre des sentiers. Dans les années 1950, la popularité croissante du camping va commencer à éclipser les hôtels de villégiature. L'arrivée de l'automobile contribue au tourisme de masse où les vacanciers ne dépendent plus de la voie ferrée et peuvent s'aventurer dans l'arrière-pays du Vermont à la recherche de terrains de camping isolés. Les cabines (petits motels typiquement nord-américains) sont construites en nombre croissant dans de nombreux villages. Selon le recensement de 2000, près de 15 pour cent de toutes les unités de logement dans le Vermont étaient vacantes et classées « pour une utilisation saisonnière, récréative ou occasionnelle ». Ceci serait le deuxième pourcentage plus élevé des États-Unis, après l'État du Maine.

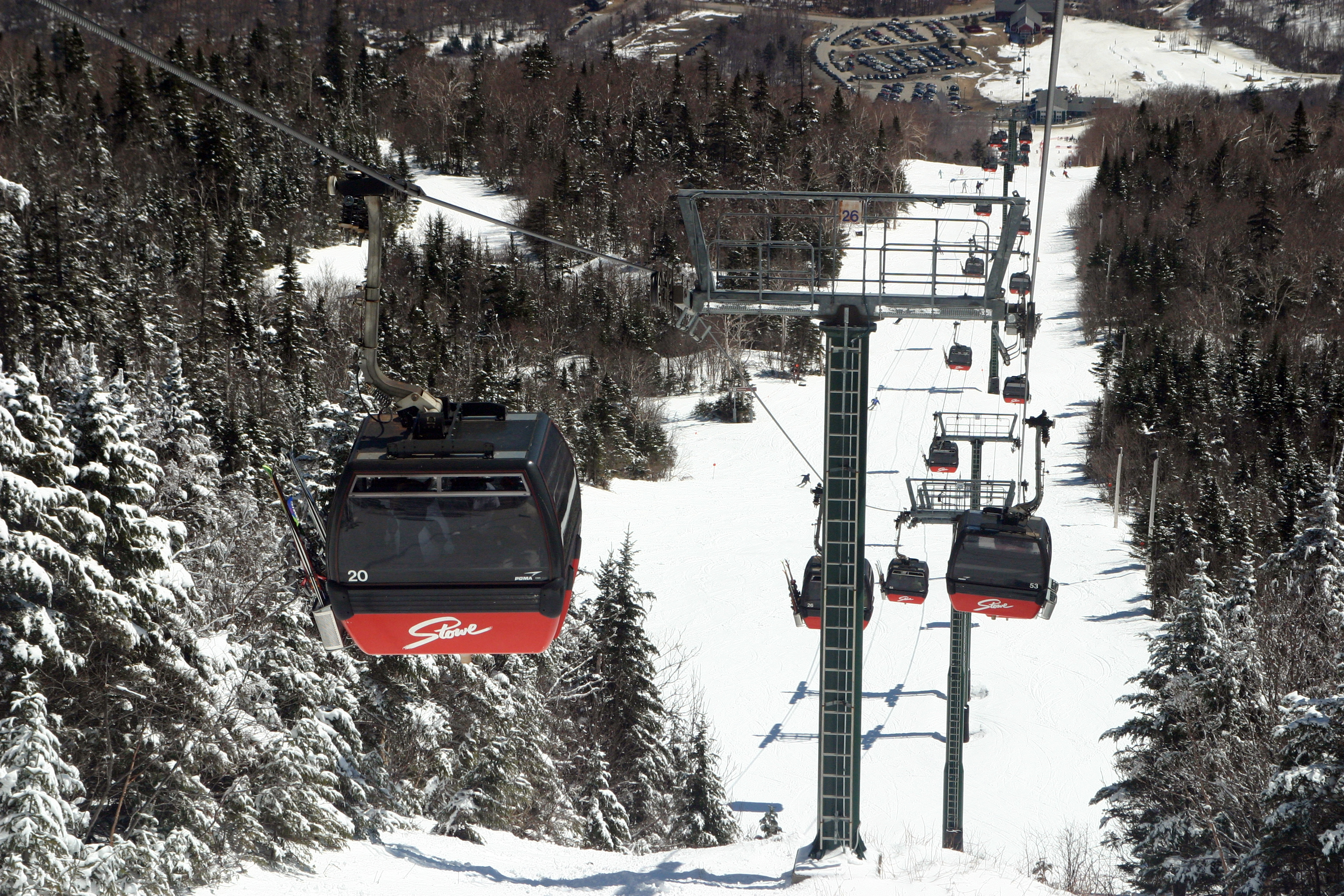
Les cumuls de neige annuels peuvent atteindre plus de 850 à 1000 cm dans les centres de ski.

Dans plusieurs villages du Vermont, des maisons de vacances appartenant à des résidents de Boston et de New York constituent le gros des habitations. Selon une estimation, à partir de 2009, 84 pour cent de toutes les maisons de Ludlow, étaient détenues par des non-résidents du Vermont. Fait inusité, Montpelier est la seule capitale d'un État américain à ne pas avoir de restaurant McDonald's.
Aujourd'hui à chaque hiver, des milliers de touristes fréquentent les nombreuses stations de ski du Vermont comme Burke Mountain Ski Area, Bolton Valley, Stowe, Smugglers Notch, Killington Ski Resort, Mad River Glen, Sugarbush, Stratton, Jay Peak, Okemo, Suicide Six, Mount Snow et Bromley. Ces centres de ski ont reçu 4 125 082 visites durant l'hiver 2009–2010.